# Dirkie Binneman
Dirk Jacobus „Dirkie“ Binneman (* 8. September 1918; † 25. Juni 1959 in Gordon’s Bay) war ein südafrikanischer Radrennfahrer.

## Sportliche Laufbahn
Binneman war im Straßenradsport aktiv. Er war Teilnehmer der Olympischen Sommerspiele 1948 in London. Das olympische Straßenrennen beendete er nicht. 
Südafrika kam mit Dirkie Binneman, George Estman und Wally Rivers nicht in die Mannschaftswertung, da kein Fahrer das Rennen beendet hatte.

## Familiäres
Sein Bruder Hennie Binneman war ebenfalls Radrennfahrer und Teilnehmer der Olympischen Sommerspiele 1936 in Berlin.